# Seznam opatů benediktinského kláštera ve Vilémově
Toto je seznam opatů benediktinského kláštera ve Vilémově:
- Vilém 1160–
- Heřman I. 1204–1214, 1222
- Heřman II. † 29. září 1254
- Germanus 1256 (?) – † 5. října 1260
- Myslibor 1265, 1289 zmiňován jako mrtvý
- Jaroslav I. 1276–1307
- Budík 1315
- Jaroslav II. 1318, 1321–1325
- Petr I. 1327–1348
- Ondřej 1348, 1349 – † před 11. 8. 1378
- Petr II. řečený Pešík 1378 – před 15. 2. 1391
- Mikuláš I. z Tupadel (?) 1391 – před 5. 5. 1421
- Martin I. 1421 – † před 1425
- Hašek z Valdštejna 1425, 1427
- Václav (Bavorův?) 1431 – † 1438
- Mikuláš II. 1438 zvolený a potvrzený
- Martin II. † 1453
- Mikuláš III. 1453–1464
- Šimon 1481–1487/1496(?)
- Mikuláš IV. 1490–1499
- Petr III. 1517– † 1541